# فلسفه سارتر
اصول فلسفه اگزیستانسیالیزم (اگزیستانسیالیسم) مبنی بر اصالت وجود و تقدم آن بر ماهیت انسان است.
هنگامی که می‌خواهیم از اگزیستانسیالیسم سخن بگوییم، باید مشخص کنیم که منظورمان چیست. ژان پل سارتر، مارتین هایدگر، گابریل مارسل، سورن کی‌یرکه گارد از متفکران اگزیستانسیالیست بوده‌اند. 
اساس نگاه [فلسفی سارتر به انسان این است که انسان را مختار می‌داند و بر این اساس به انکار هرگونه نیروی خداگونه که قدرت اختیار انسان را سلب کند می‌رسد(البته خود سارتر بر این اعتقاد دارد که وجود یا عدم وجود خدا تاثیری بر اصالت بشر ندارد)؛ زیرا که او معتقد است انسان نمی‌تواند مختار باشد و محکوم به آزادی است، که این آزادی برای او مسئولیت انتخاب می آورد. البته این مسئله کاملاً بر اساس خدای کلامی معتزله و اشاعره و همچنین خدای کلامی مسیحی و خدای کلامی یهودی صحت دارد. سارتر به وضوح به نفی خدا نمی پردازد بلکه معتقد است خدای انسان را به حال خود رها کرده است.
انسان وقتی مختار باشد، باید مسئولیت هر انتخاب‌اش را بپذیرد و از همین بینش است که سارتر خود را مسئول جنگ جهانی می‌داند و این جا دلهره و اضطراب به وجود می‌آید که فرد با خود می‌گوید از آن جا که من مسئول این کار هستم، آیا این کار درست بوده و چه نتایجی خواهد داشت که من آن‌ها را نمی‌دانم یا نخواهم‌دید!؟
وانگهی این گفته که بشر آفرینندهٔ ارزش‌هاست دارای مفهومی جز این نیست که زندگی مفهومِ "از پیش بوده‌ای" را ندارد. پیش از اینکه شما زندگی کنید، زندگی به خودی خود هیچ نیست؛ اما به عهده شماست که به زندگی معنایی ببخشید. "ارزش" چیزی نیست جز معنایی که شما برای آن بر می‌گزینید.
اندیشه‌های اگزیستانسیالیستی سارتر، که در خصوص آزادی و مسؤولیت فردی و ممکن‌بودن وجود ما و فاصله‌ئی که ما از خودمان داریم، همچنان می‌تواند برای فلسفه‌ی جدید مهم باشد. اما سارتر اخلاق‌گرا نیز بود و کوششی که برای طرح نظریه‌ای اخلاقی کرد همچنان می‌تواند برای فلسفه «بعد-از-نو» مهم باشد. 
کم‌تر فیلسوفی چون سارتر این اقبال را داشته‌است که در عمر خود شاهد شهرت و نفوذ اندیشه‌اش باشد. اما سارتر با همهٔ فلاسفه‌ای که تاکنون بوده‌اند متفاوت است.